# Ģirts Vilks
Ģirts Vilks –en ruso, Гиртс Вилкс– (Riga, URSS, 12 de abril de 1968) es un deportista soviético que compitió en remo.
Ganó dos medallas de oro en el Campeonato Mundial de Remo, en los años 1990 y 1991. Participó en los Juegos Olímpicos de Barcelona 1992, ocupando el séptimo lugar en la prueba de cuatro scull.

## Palmarés internacional
| Campeonato Mundial | Campeonato Mundial   | Campeonato Mundial | Campeonato Mundial |
| Año                | Lugar                | Medalla            | Prueba             |
| ------------------ | -------------------- | ------------------ | ------------------ |
| 1990               | Tasmania (Australia) | Medalla de oro     | Cuatro scull       |
| 1991               | Viena (Austria)      | Medalla de oro     | Cuatro scull       |